# Enicospilus comes
Enicospilus comes là một loài tò vò trong họ Ichneumonidae.